# NN-48
La carretera NN-48 es una vía departamental secundaria de Nicaragua, ubicada en el departamento de Madriz. Su recorrido une las localidades de Las Sabanas y Palacagüina, facilitando la conexión con la NIC-27 hacia otros departamentos.

## Trazado y cruces
La siguiente tabla muestra los principales puntos del trazado de la NN-48:
| km  | Localidad             | Departamento | Conexión / Ruta |
| --- | --------------------- | ------------ | --------------- |
| 0,0 | Las Sabanas           | Madriz       | NN 47           |
| 4,5 | Comunidad de El Cacao | Madriz       |                 |
| 9,6 | Palacagüina           | Madriz       | NIC 27          |